# Lexico (sitio web)
Lexico es un sitio web que proporciona una colección de diccionarios en línea de los idiomas inglés y español editados y producidos por la Oxford University Press (OUP), editorial de la Universidad de Oxford, que también publica una serie de diccionarios impresos, entre otras obras. Las definiciones de los diccionarios son las que aparecen de forma predeterminada en la búsqueda de definiciones de Google, en la aplicación del diccionario del sistema operativo macOS, entre otros, con licencia a través de la API de Oxford Dictionaries.
Mientras que los diccionarios de Lexico son únicamente hechos por la OUP, el sitio web es propiedad de Dictionary.com, cuyo sitio web homónimo alberga diccionarios de otros editores como Random House. Los diccionarios fueron anteriormente alojados en el propio sitio web de la OUP, Oxford Dictionaries Online (ODO), más tarde conocido como Oxford Living Dictionaries.
La OUP también cuenta con diccionarios de francés, italiano, portugués, alemán, ruso, árabe y chino recopilados en una colección de paga denominada Oxford Dictionaries Premium que no se encuentra disponible gratuitamente en un sitio web como en el caso de Lexico. Sin embargo, es posible acceder a sus definiciones al buscar el significado de palabras o expresiones propias de dichos idiomas en Google, donde se muestran por defecto las definiciones contenidas en esos diccionarios.
El diccionario del idioma español de Lexico ofrece definiciones de más de 70.000 lemas, así como frases de ejemplo, sinónimos, expresiones idiomáticas y notas de uso, contenidos que cubren gran parte de las principales variedades del español habladas en el mundo, mientras que el diccionario del idioma inglés ofrece más de 350,000 definiciones con ejemplos de palabras y frases, principalmente del inglés británico y estadounidense